# New prog
New Prog (zwany także „Nu Prog” lub „post-prog”) – termin określający zespoły muzyczne grające rock alternatywny, które do swojej muzyki włączyły elementy rocka progresywnego.
Przykładowe zespoły zaliczane do nurtu new prog:
- Pure Reason Revolution[1],
- Mew[2],
- Muse[3],
- The Cooper Temple Clause,
- Oceansize[4],
- dredg,
- The Negatones,
- Doves[5],
- The Mars Volta

Albumy, które zapoczątkowały nurt new prog to m.in.:
- Mew: And the Glass Handed Kites
- Muse: Origin of Symmetry, Absolution, Black Holes and Revelations
- Oceansize: Effloresce, Everyone Into Position
- Pure Reason Revolution: The Dark Third, Amor Vincit Omnia

Termin „New prog” powstał stosunkowo niedawno, w związku z czym sugerowano używanie innych nazw, jak np. Post-prog. Określenie to było też używane w stosunku do niektórych wcześniejszych zespołów, jak Radiohead. „New prog” jest powiązany i częściowo pokrywa się z ruchem post-rock, lecz różni się znacznie od gatunku neo-prog.